# Nizozemsko na zimních olympijských hrách
Nizozemsko na zimních olympijských hrách startuje od roku 1928. Toto je přehled účastí, medailového zisku a vlajkonošů na dané sportovní události.

## Účast na Zimních olympijských hrách
| Dějiště ZOH                 | ZOH      | Vlajkonoš                                           | Zlatá medaile | Stříbrná medaile | Bronzová medaile | Celkem |
| --------------------------- | -------- | --------------------------------------------------- | ------------- | ---------------- | ---------------- | ------ |
| 1928 Svatý Mořic            | ZOH 1928 | Jonkheer Teixeira de Mattos                         |               |                  |                  | 0      |
| 1936 Garmisch-Partenkirchen | ZOH 1936 | Sam Dunlop                                          |               |                  |                  | 0      |
| 1948 Svatý Mořic            | ZOH 1948 | Jan Langedijk                                       |               |                  |                  | 0      |
| 1952 Oslo                   | ZOH 1952 | Wim van der Voort                                   |               | 3                |                  | 3      |
| 1956 Cortina d'Ampezzo      | ZOH 1956 | Kees Broekman                                       |               |                  |                  | 0      |
| 1960 Squaw Valley           | ZOH 1960 | Kees Broekman                                       |               | 1                | 1                | 2      |
| 1964 Innsbruck              | ZOH 1964 | Ard Schenk                                          | 1             | 1                |                  | 2      |
| 1968 Grenoble               | ZOH 1968 | Stien Kaiserová                                     | 3             | 3                | 3                | 9      |
| 1972 Sapporo                | ZOH 1972 | Atje Keulenová-Deelstraová                          | 4             | 3                | 2                | 9      |
| 1976 Innsbruck              | ZOH 1976 | Dianne de Leeuw                                     | 1             | 2                | 3                | 6      |
| 1980 Lake Placid            | ZOH 1980 | Piet Kleine                                         | 1             | 2                | 1                | 4      |
| 1984 Sarajevo               | ZOH 1984 | Hilbert van der Duim                                |               |                  |                  | 0      |
| 1988 Calgary                | ZOH 1988 | Jan Ykema                                           | 3             | 2                | 2                | 7      |
| 1992 Albertville            | ZOH 1992 | Leo Visser                                          | 1             | 1                | 2                | 4      |
| 1994 Lillehammer            | ZOH 1994 | Christine Aaftinková                                |               | 1                | 3                | 4      |
| 1998 Nagano                 | ZOH 1998 | Carla Zijlstraová                                   | 5             | 4                | 2                | 11     |
| 2002 Salt Lake City         | ZOH 2002 | Nicolien Sauerbreijová                              | 3             | 5                |                  | 8      |
| 2006 Turín                  | ZOH 2006 | Jan Bos                                             | 3             | 2                | 4                | 9      |
| 2010 Vancouver              | ZOH 2010 | Timothy Beck                                        | 4             | 1                | 3                | 8      |
| 2014 Soči                   | ZOH 2014 | Jorien ter Morsová                                  | 8             | 7                | 9                | 24     |
| 2018 Pchjongčchang          | ZOH 2018 | Jan Smeekens ( zahájení ) Ireen Wüstová (zakončení) | 8             | 6                | 6                | 20     |
| 2022 Peking                 | ZOH 2022 | Kjeld Nuis Lindsay van Zundert                      | 8             | 5                | 4                | 17     |
| 2026 Milán                  | ZOH 2026 |                                                     |               |                  |                  |        |
| Celkem                      | 22       |                                                     | 53            | 49               | 45               | 147    |
| Zdroj na Olympedia.org      |          |                                                     |               |                  |                  |        |